# Lakes (Zuid-Soedan)
Lakes (Nederlands: "Meren") is een van de 10 staten van Zuid-Soedan en is in het centrum van dat land gelegen. De staat heeft een oppervlakte van iets meer dan 40.000 vierkante kilometer en had anno 2000 naar schatting zo'n 350.000 inwoners. De hoofdstad van de staat Lakes is Rumbek.

## Grenzen
De staat Lakes wordt begrensd door vijf buurstaten binnen Zuid-Soedan:
- Warrap in het noordwesten.
- Unity in het noorden.
- Jonglei in het oosten.
- Central Equatoria in het oostelijke zuiden.
- Western Equatoria in het westelijke zuiden en het westen.

Central Equatoria · Eastern Equatoria · Jonglei · Lakes · Northern Bahr el Ghazal · Unity · Upper Nile · Warrap · Western Bahr el Ghazal · Western Equatoria